# Puriton
Puriton è un villaggio con status di parrocchia civile nel Sedgemoor, in Inghilterra.